# Şile
Şile (en grec Χηλή) és una petita ciutat de vacances a la mar Negra, a 70 km del centre de la ciutat d'Istanbul, Turquia. Şile és el també el nom del districte (ilçe) i el municipi (belediye) on es troba el centre de la ciutat de Şile.
El districte de Şile forma part de la província (il) d'Istanbul, i el municipi de Şile forma part del govern metropolità (büyükehir belediyesi) d'Istanbul. El districte de Şile limita amb la província de Kocaeli a l'est i al sud, i amb els districtes de Pendik al sud, Çekmeköy al sud-oest, i Beykoz a l'oest.

## Història

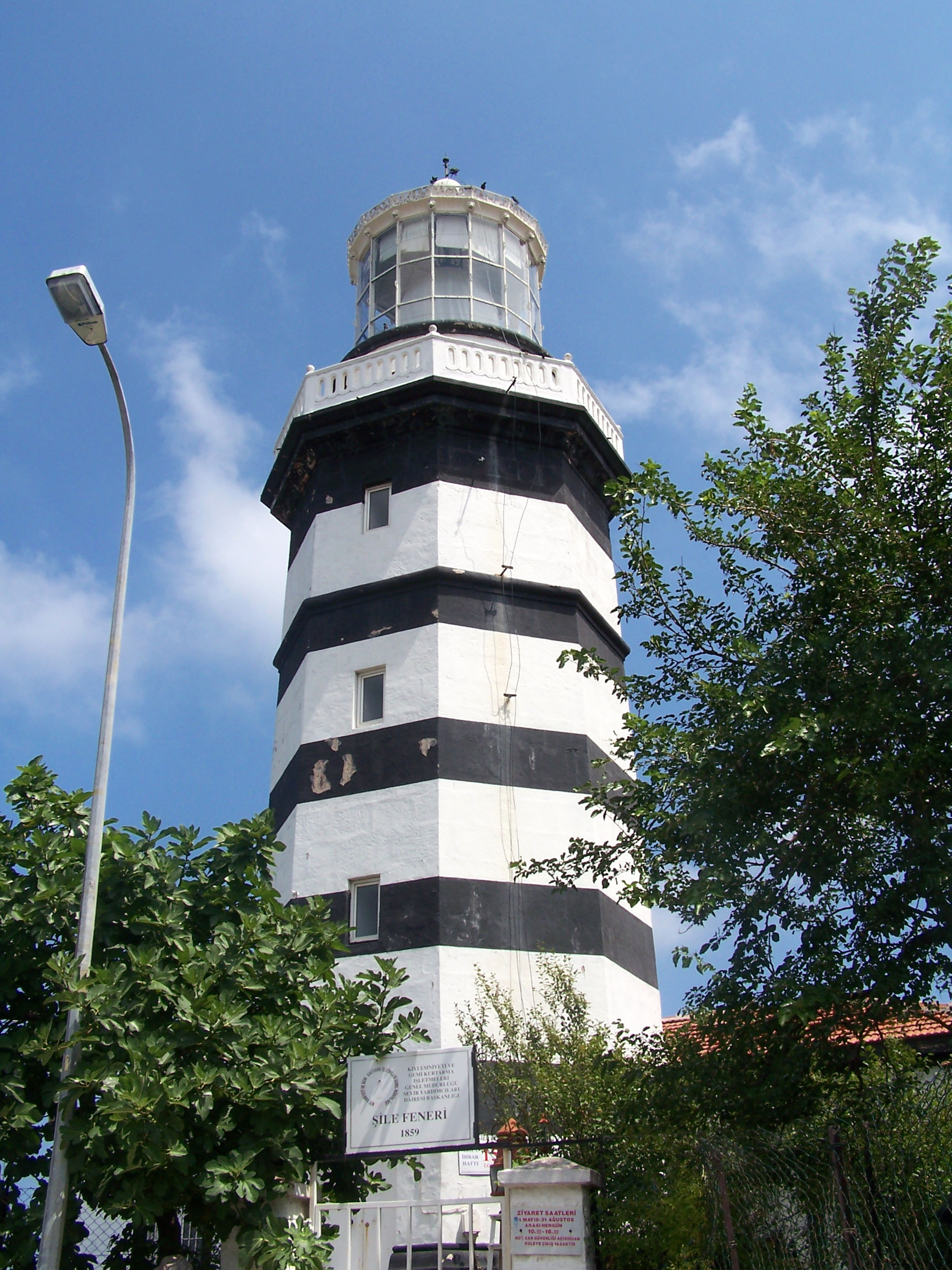
Històric Şile Feneri (far de Şile)

La paraula şile significa marduix en turc. Es diu que l'etimologia de la paraula és grega.
Des del 700 aC hi ha hagut en aquesta zona un poble de pescadors i un far des del període otomà. Avui, Şile és una zona coneguda per les seves platges, popular entre la gent que vol anar a la platja sense haver de fer front a la despesa que suposa haver de viatjar a la mar Mediterrània. Şile es troba a una hora en cotxe des de la ciutat i va ser sempre un lloc de retir de la ciutat. Durant el boom econòmic de Turquia dels anys 1990, es van construir moltes cases d'estiueig i de vacances per a la classe mitjana de la ciutat, especialment després que el terratrèmol de 1999 fes malbé la costa de la Màrmara. Hi ha una platja petita però sorrenca, un port petit de barques de pesca, un bosc dens al darrere i una atmosfera agradable i silenciosa durant la setmana. Els caps de setmana tanmateix, i especialment, en els calorosos diumenges d'estiu, Şile s'omple de diumengers, vinguts dels districtes més pobres de la ciutat, que arriben en minibusos i furgonetes per fer un pícnic i per jugar a futbol. Hi ha un cert nombre de bars i restaurants amb vistes de mar, especialment al petit parc que hi ha al voltant del far.

## Característiques

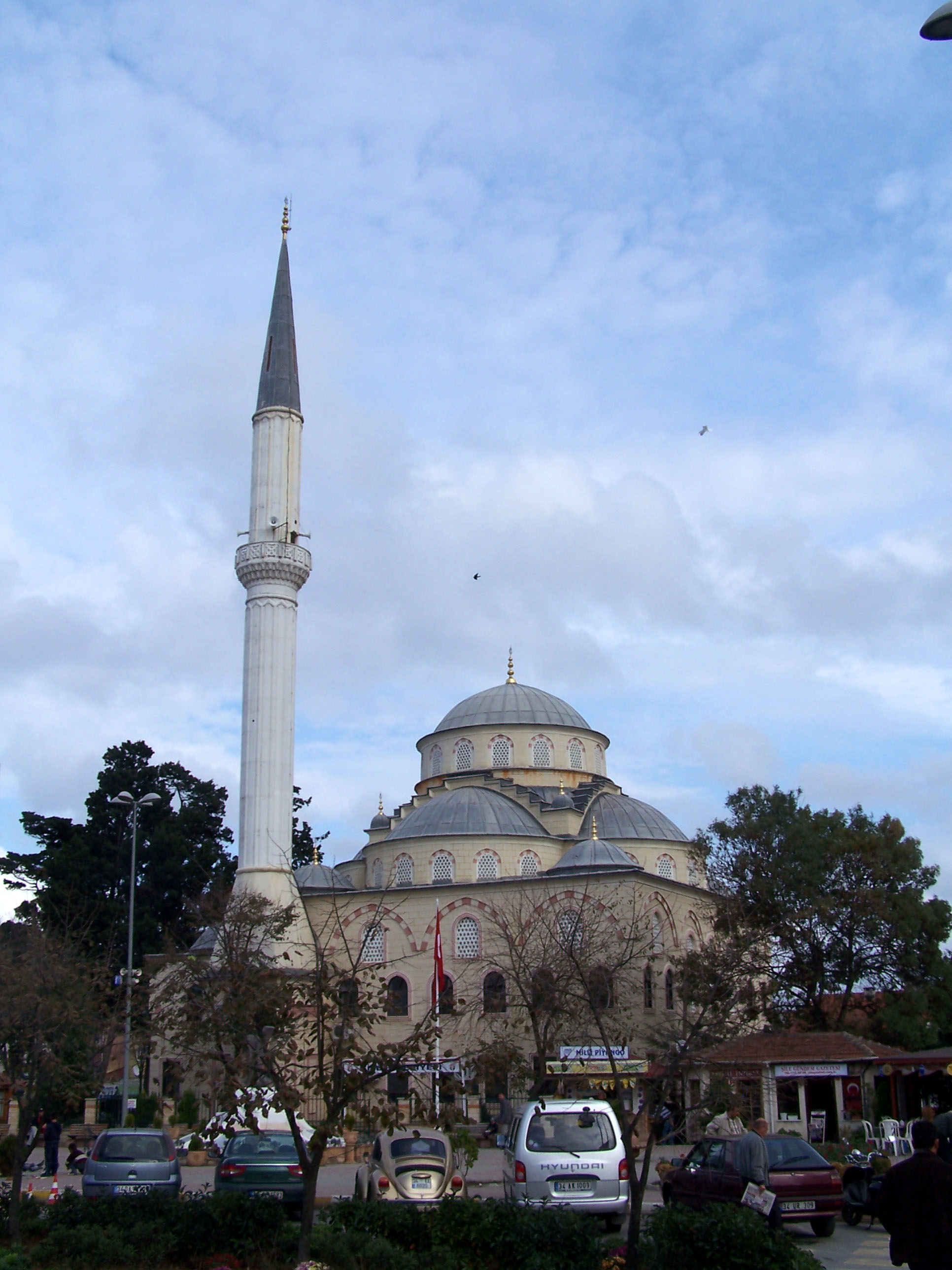
Mesquita Hüseyin Keçici

Şile és famós per les seves platges. Tanmateix, és en el punt més al nord d'Istanbul, per la qual cosa comparteix les mateixes condicions de mar que les altres ciutats de la mar Negra on els corrents marins poden ser perillosos per a nedadors inexperts. La part del nord que dona a la Mar Negra té una estació de vacances molt més curta que la que dona a l'Egeu, la Mediterrània o fins i tot la Màrmara, a causa dels hiverns freds.
Şile també és conegut pel seu Şile bezi, un teixit lleuger de cotó que es fa a la costa de Şile, i que es ven a moltes botigues de la ciutat i s'envia als basars d'Istanbul. Cada estiu se celebra una fira a la ciutat per tal de promoure el Şile bezi.
El campus més gran de la Universitat d'Işık està situat a Şile.

## Transport
Şile és una part de sistema de transport públic d'Istanbul (İETT). Hi ha un autobús des de Harem via Üsküdar (situat al costat anatoli d'Istanbul) fins a Şile (Línies de busos İETT 139 i 139A).

## Divisió administrativa

### Mahalleler
Ağva  ·  Balibey  ·  Çavuş  ·  Hacıkasım  ·  Kumbaba